# (You Gotta) Fight for Your Right (To Party!)
„(You Gotta) Fight for Your Right (To Party!)„ (někdy zkracována na „Fight for Your Right“) je skladba americké skupiny Beastie Boys, vydána jako čtvrtý singl z jejich debutového alba Licensed to Ill (1986). Je jednou z jejich nejznámějších skladeb a dosáhla 7. místa v americkém žebříčku Billboard Hot 100 dne 7. března 1987 a později byla zahrnuta do seznamu 500 skladeb, které zformovaly Rock and Roll.